# Pablo Calvo
Pablo Calvo Hidalgo (Madrid, 16 de marzo de 1949-Torrevieja, Alicante, 1 de febrero de 2000), más conocido como Pablito Calvo, fue un actor infantil español.

## Biografía
A los cinco años, fue seleccionado, entre cientos de niños de su edad, para el papel protagonista de Marcelino, pan y vino, que en 1954 rodó el director Ladislao Vajda. Tras el éxito de la producción, tanto en las pantallas nacionales como internacionales, la productora Chamartín lo contrató para otras dos películas: Mi tío Jacinto (1956) y Un ángel pasó por Brooklyn (1957), ambas dirigidas también por Ladislao Vajda e interpretada esta última por Pepe Isbert y Peter Ustinov. Se convirtió, junto con Joselito, en la estrella infantil de la época. En 1958 trabajó en Italia protagonizando Totó y Pablito, junto a Totò. Rodó después, con el director Luis César Amadori, el melodrama Alerta en el cielo (1961) y, con Emilio Gómez Muriel, Dos años de vacaciones (1962), fiel adaptación de la novela homónima de Jules Verne.
En 1963 viajó a la Argentina para actuar en el filme argentino Barcos de papel, junto con Enzo Viena, Alberto Olmedo, Ubaldo Martínez, Alita Román, entre otros.
Tras este último largometraje, y al no poder superar con éxito la barrera de la adolescencia en el mundo del cine, optó por la retirada. Entonces, estudió Ingeniería Industrial, profesión que compaginó con la actividad empresarial en la localidad de Torrevieja, donde se estableció con su esposa y su hijo, a partir de 1986, y donde regentó varios negocios relacionados con la hostelería y con la promoción de viviendas.
Pablo Calvo falleció repentinamente el martes 1 de febrero de 2000, víctima de un derrame cerebral, cuando tenía 50 años. Sus restos fueron incinerados en Alicante.

## Filmografía
- 1954: Marcelino, pan y vino
- 1956: Mi tío Jacinto
- 1957: Un ángel pasó por Brooklyn
- 1958: Totó y Pablito, de Antonio Musu
- 1960: Juanito
- 1961: Alerta en el cielo, de Emilio Gómez Muriel
- 1962: Dos años de vacaciones[5]
- 1963: Barcos de papel, de Román Viñoly Barreto[6]

## Premios y distinciones
Festival Internacional de Cine de Cannes
| Año  | Categoría                 | Película             | Resultado |
| ---- | ------------------------- | -------------------- | --------- |
| 1955 | Distinción interpretativa | Marcelino pan y vino | Ganador   |

Medallas del Círculo de Escritores Cinematográficos
| Año  | Categoría     | Película             | Resultado |
| ---- | ------------- | -------------------- | --------- |
| 1955 | Premio Jimeno | Marcelino pan y vino | Ganador   |

Festival Internacional de Cine de Berlín
| Año  | Categoría          | Película       | Resultado |
| ---- | ------------------ | -------------- | --------- |
| 1956 | Premio del público | Mi tío Jacinto | Ganador   |